# Château de Colombier
Ne doit pas être confondu avec le château du Colombier situé à Mondalazac dans le département de l'Aveyron.

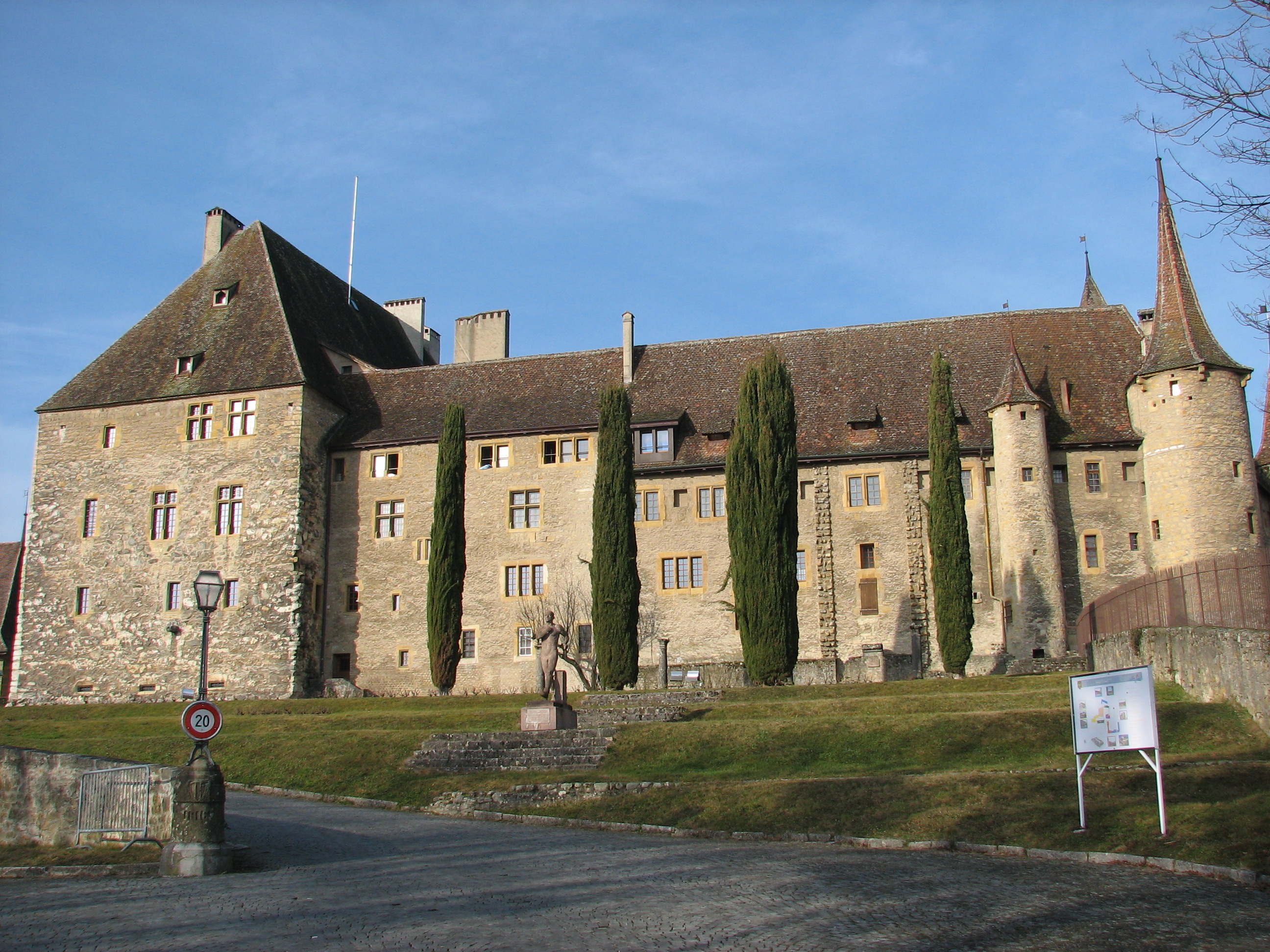
Le château vu depuis l'est

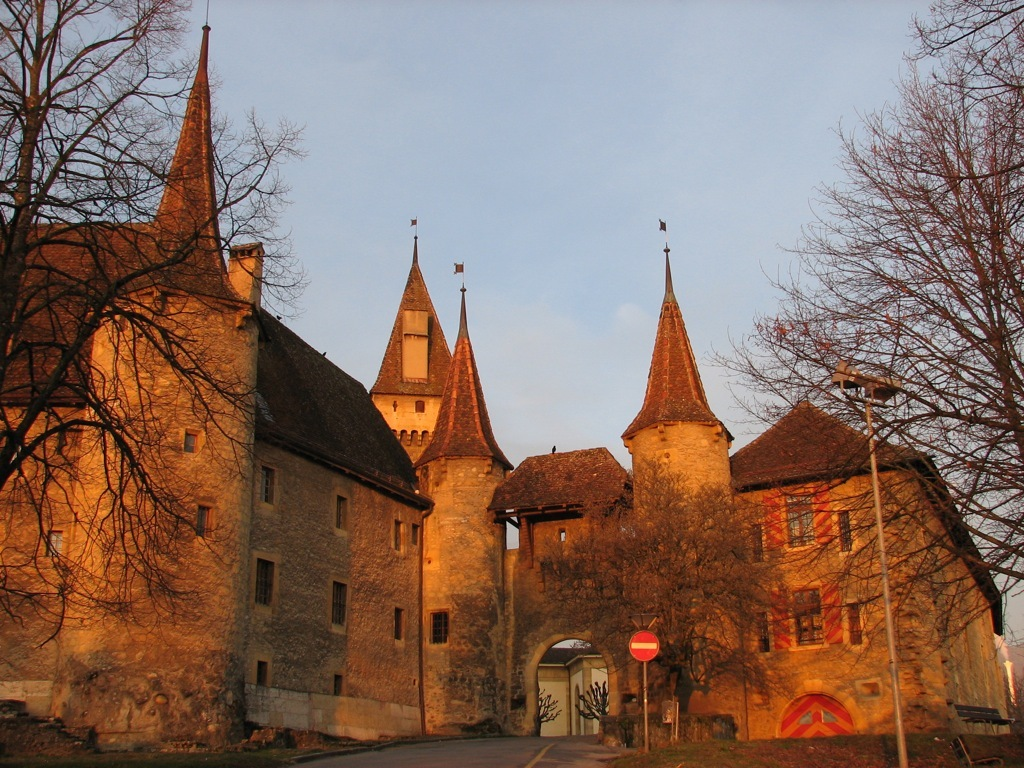
La porte des allées

Sur la rive nord du lac de Neuchâtel, à 7 km environ du chef-lieu se dresse le château de Colombier, un site occupé sans discontinuité depuis près de 2 000 ans. Palais romain, résidence aristocratique, château-fort, siège domanial et établissement militaire se sont en effet succédé à cet endroit. La présence de vestiges gallo-romains était connue des spécialistes depuis le 19e siècle, mais les études archéologiques et historiques ont révélé leur ampleur et la permanence de l’occupation qui font de cet ensemble un ensemble architectural exceptionnel.

## Histoire

### Palais romain (de 60 après J-C. auVesiècle)
Du Ier au IVe siècle, le site est occupé par une villa gallo-romaine. Le domaine se composait d’une luxueuse partie résidentielle (pars urbana), à l’emplacement du château, et d’une partie agricole et artisanale (pars rustiqua) dont les vestiges sont situés sous le bourg. Agrandie à plusieurs reprises entre le IIe et le IVe siècle, la partie résidentielle avait l’aspect d’un véritable palais dont les nombreuses pièces étaient décorées de peintures murales et de mosaïques. Grâce à une cour à portiques dotée d’un grand bassin, à des thermes et à des jardins ouverts sur le lac et les Alpes, son riche propriétaire pouvait y vivre l’idéal romain de contemplation, de méditation et de loisir studieux, mais aussi sans doute y remplir ses tâches officielles,.

### Résidence aristocratique (duVeauXIesiècle)
À partir de l’an 443, l’Empire romain cède la place au royaume des Burgondes (400-532) et à leurs successeurs, mérovingiens (532-751), carolingiens (751-888) et bourguignons (888-1033). Durant cette période, Colombier semble avoir constitué un siège aristocratique (curtis) proche du roi, accueillant en 938 le prestigieux mariage de la reine de Bourgogne Berthe et de sa fille Adélaïde avec les rois Hugues d'Arles et Lothaire II d'Italie. Aux alentours de l’an Mil, Colombier constitue la résidence du puissant Rodolphe, représentant régional des rois de Bourgogne et ancêtre des seigneurs de Colombier. On ne connaît pas vraiment l’aspect de la résidence à cette époque, mais il semble qu’une partie des locaux de la villa soient encore utilisés, comme le montre la permanence des maçonneries, alors que d’autres ont été remplacés par de nouvelles constructions ou sont abandonnés. L’ensemble n’est toujours pas fortifié et est encore organisé autour de la grande cour romaine,.

### Château fort (duXIeauXVesiècle)

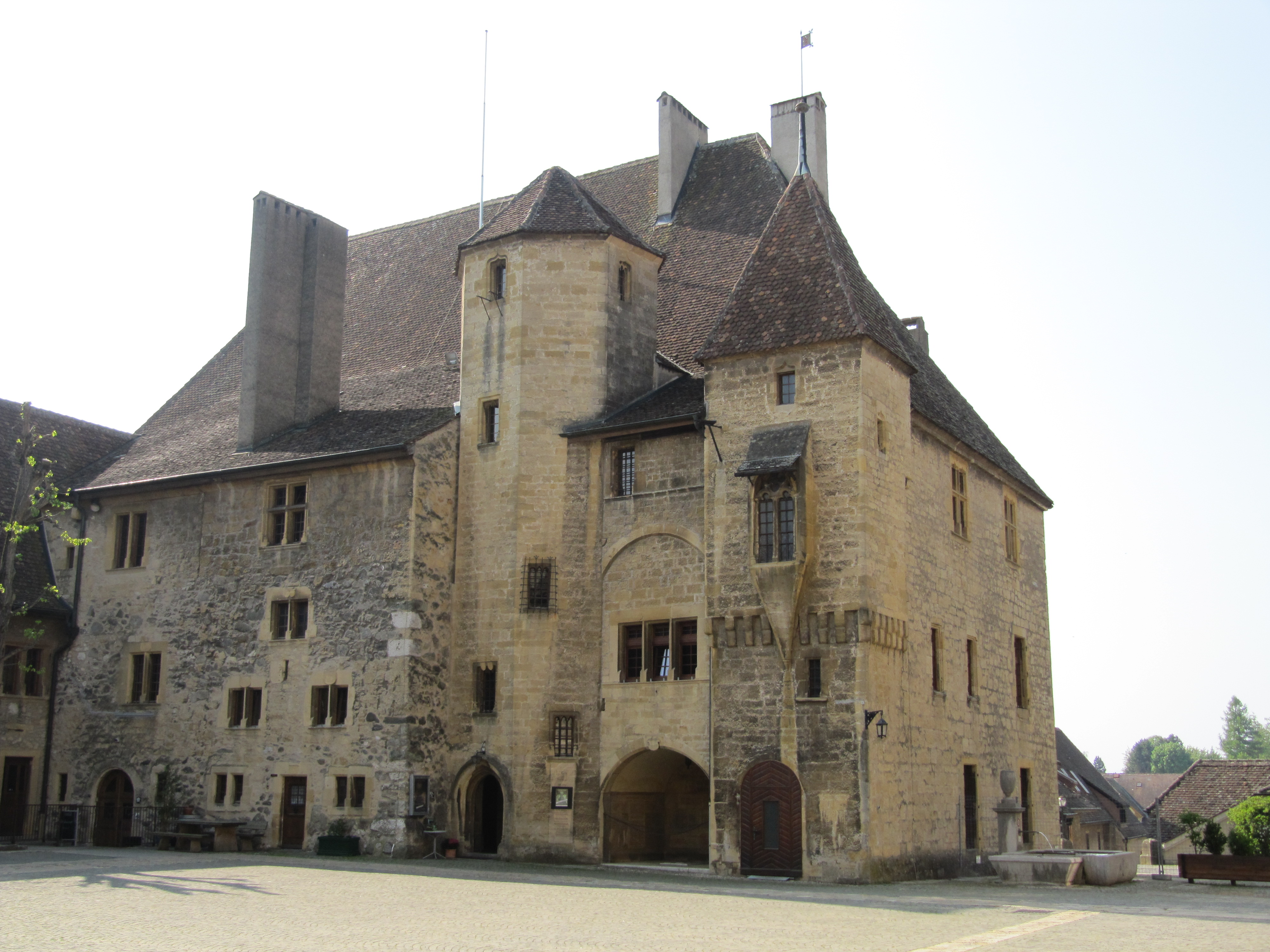
Le "Vieux Château" vu depuis la cour

Devenu le siège des seigneurs de Colombier, personnalités régionales importantes, la résidence est transformée en château-fort avec un réduit seigneurial, le donjon (angle sud-ouest de la cour), composé d’une tour et de locaux d’habitations, précédé d’une cour – toujours la même – entourée de divers bâtiments. Cet espace est cette fois protégé par une enceinte, reconstruite au XIVe siècle sous la forme d’un mur à créneaux flanqué de tours rondes. Au XVe siècle, Antoine de Colombier lance d’importants travaux d’agrandissement et de modernisation du donjon, faisant disparaître presque entièrement l’ancienne tour au profit de la grande construction rectangulaire que l’on connaît aujourd’hui. Le nouvel ensemble abrite alors les pièces typiques d’une résidence castrale de la fin du Moyen Âge: un grand cellier, une cuisine, une grande salle, des pièces d'habitation variées, un escalier d’apparat logé dans une tourelle polygonale et une chapelle. Un bourg se développe le long de l’actuelle rue du Château, ancien chemin traversant la villa gallo-romaine et reliant le lac à la route longeant le littoral, la Vy d’Etra,.

### Siège domanial (duXVIeauXVIIIesiècle)
Au milieu du XVIe siècle, Jean-Jacques de Watteville, qui a hérité du château et de la seigneurie, rénove le « vieux-château » en édifiant une tourelle d’escalier et l’immense toiture (1541), suivies, autour de la cour, du grenier, de la tour-porte (1543) et d’une vaste grange. La porte des allées et l’encavage qui la jouxte sont construits à la même époque. Le château n’a plus de fonction militaire, mais devient le cœur d’un important et profitable domaine viticole. Racheté par le comte de Neuchâtel en 1564, le château abrite la résidence et les locaux de stockage du Receveur de Colombier. Ce représentant du souverain est chargé de collecter les « recettes », à savoir les impôts que les Neuchâtelois paient en grain, raisin, etc. et qui sont stockés dans les vastes caves et greniers du château. Des « appartements » sont parfois mis à disposition de personnages prestigieux, comme le prince Henri II d'Orléans-Longueville ou le fantasque gouverneur Georges, lord Keith, maréchal héréditaire d'Écosse,.

### Établissement militaire (depuis leXIXesiècle)

Vue aérienne de l'ensemble du site vers 1950

Au cours du XIXe siècle, le château renoue progressivement avec une fonction militaire. Il abrite brièvement un hôpital de campagne, avant de servir de caserne aux troupes neuchâteloises, puis aux soldats de l’armée suisse. Depuis 1877, le statut de place d’armes fédérale règle le quotidien du lieu et va marquer de ses profondes empreintes le site et son architecture.
Pour accueillir hommes, chevaux et matériel, les autorités cantonales doivent transformer les bâtiments existants et en construire de nouveaux : caserne neuve (1842-43, 1890), arsenal (1869-71), manège (1851 et 1873), caserne dite des officiers et écuries (1912-14), caserne dite de l'ancien manège (1982). L’architecture des bâtiments qui entourent le château est faite de contrastes : les réalisations néoclassiques et fonctionnelles du XIXe siècle côtoient les édifices Heimatstil du début du XXe siècle et les constructions modulaires et préfabriquées des années 1980,.

### Concilier archéologie, restauration et modernisation

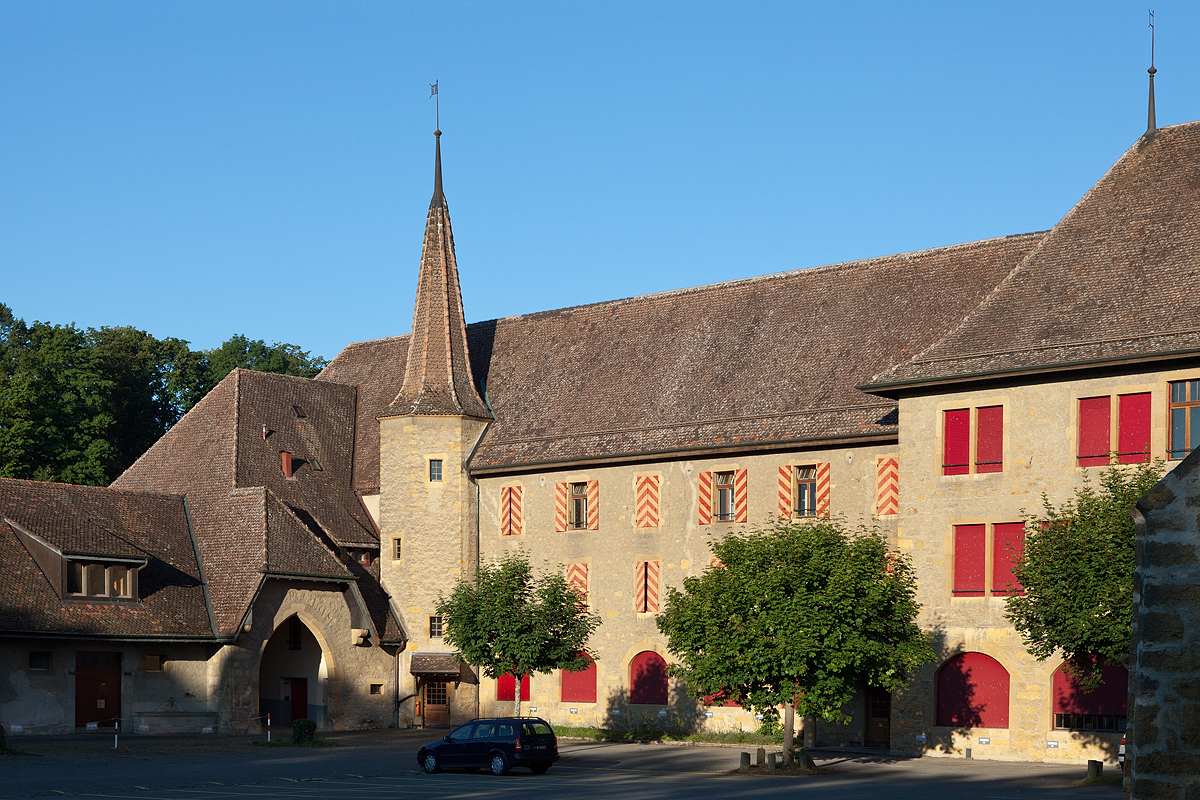
La caserne dite des officiers (1912-14)

En construisant un réservoir en 1840, des ouvriers découvrent des tuiles anciennes et un fût de colonne. On appelle alors l’archéologue Frédéric Dubois de Montperreux (1798-1850), qui va entreprendre les premières fouilles archéologiques et sensibiliser les Neuchâtelois à l’ancienneté du site. Depuis cette date, les responsables s’efforcent, lors de chaque intervention, de respecter le caractère historique du château, tout en répondant aux besoins des militaires, une tâche qui se révèle souvent difficile. Les parties les plus anciennes sont mises sous protection au titre de monument historique depuis 1905.
De 1905 à 1934, le château fait l’objet d’une restauration générale, selon une approche dite archéologique et sous la direction de l'architecte Charles-Henri Matthey. Les travaux sont en effet précédés de fouilles, d’explorations et de diverses études, permettant aux parties jugées anciennes d’être conservées et mises en valeur. Les années 1950-60 voient à nouveau les travaux d’entretien se multiplier, avant qu’une campagne générale d'assainissement de la place d'armes et de nouvelles constructions (casernes no 3 et no 4, cuisines) ne soient entreprise de 1978 à 1987,.

### Caserne et musée
Le château renferme aussi des œuvres d’art. Alors que le site est en pleine transformation et que la Suisse est en guerre (1914-1918), le colonel Robert-Ferdinand Treytorrent de Loys (1857-1917) charge le soldat et peintre chaux-de-fonnier Charles L’Eplattenier (1874-1946) de décorer une salle plutôt que de l’envoyer sur les frontières. De 1915 à 1919, ce dernier s’attèle à la réalisation d’un immense ensemble peint qui illustre la mobilisation de 1914, au premier étage du château, dans la salle des Chevaliers. Quelques années plus tard, l’artiste poursuit son œuvre avec un second cycle traitant des origines de la Confédération (1934-46),, peinte sur les murs de la salle des Armes.
D’autres réalisations enrichissent progressivement les murs du château et ses abords, en particulier le monument commémoratif de la guerre 1914-18 (1921), la statue du marcheur Jean Linder, par Charles L'Eplattenier (réalisation 1928, don de l'auteur, 1939), le bas-relief évoquant Henri I d'Orléans-Longueville par Paulo Röthlisberger, 1953. Depuis 1954, le Vieux-Château abrite un musée militaire, complété un an plus tard par une salle consacrée aux « indiennes » ou toiles peintes produites dans la région,.

### Fonctions actuelles
La place d’armes cantonale de Colombier est occupée par le commandement de la formation d’application de l’infanterie et les commandements des écoles de recrues de l’infanterie 2 et de l'IFO 18. Elle constitue l’un des plus beaux sites dont dispose l'armée suisse.
Malgré la fermeture temporaire du musée, le château et ses alentours sont en partie visitables et le restaurant ouvert à tout un chacun,.

## Sources d'archives
Plusieurs fonds ou collections conservés aux Archives de l'Etat de Neuchâtel contiennent des informations qui concernent le Château de Colombier :
- Collection : Plans et cartes.  Cote : PLA. Archives de l'Etat de Neuchâtel (présentation en ligne).
- Fonds : Reconnaissances (1401-1836).  Cote : RC. Archives de l'Etat de Neuchâtel (présentation en ligne).
- Fonds : Archives seigneuriales (1143-1707).  Cote : AS. Archives de l'Etat de Neuchâtel (présentation en ligne).
- Fonds : Notes Courvoisier.  Cote : NC. Archives de l'Etat de Neuchâtel (présentation en ligne).

## Galerie de photographies

### Vues générales du château

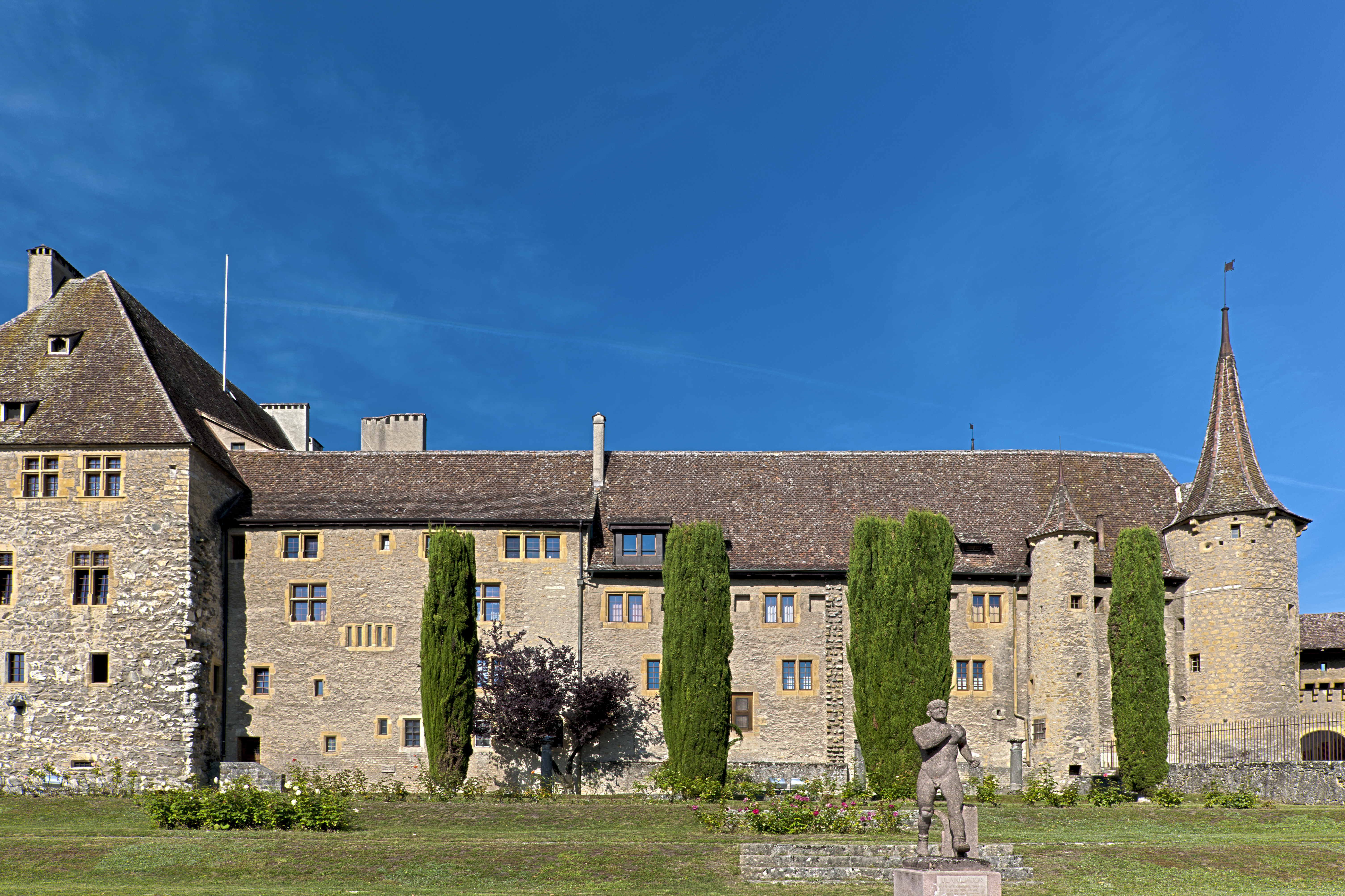
Façade est.
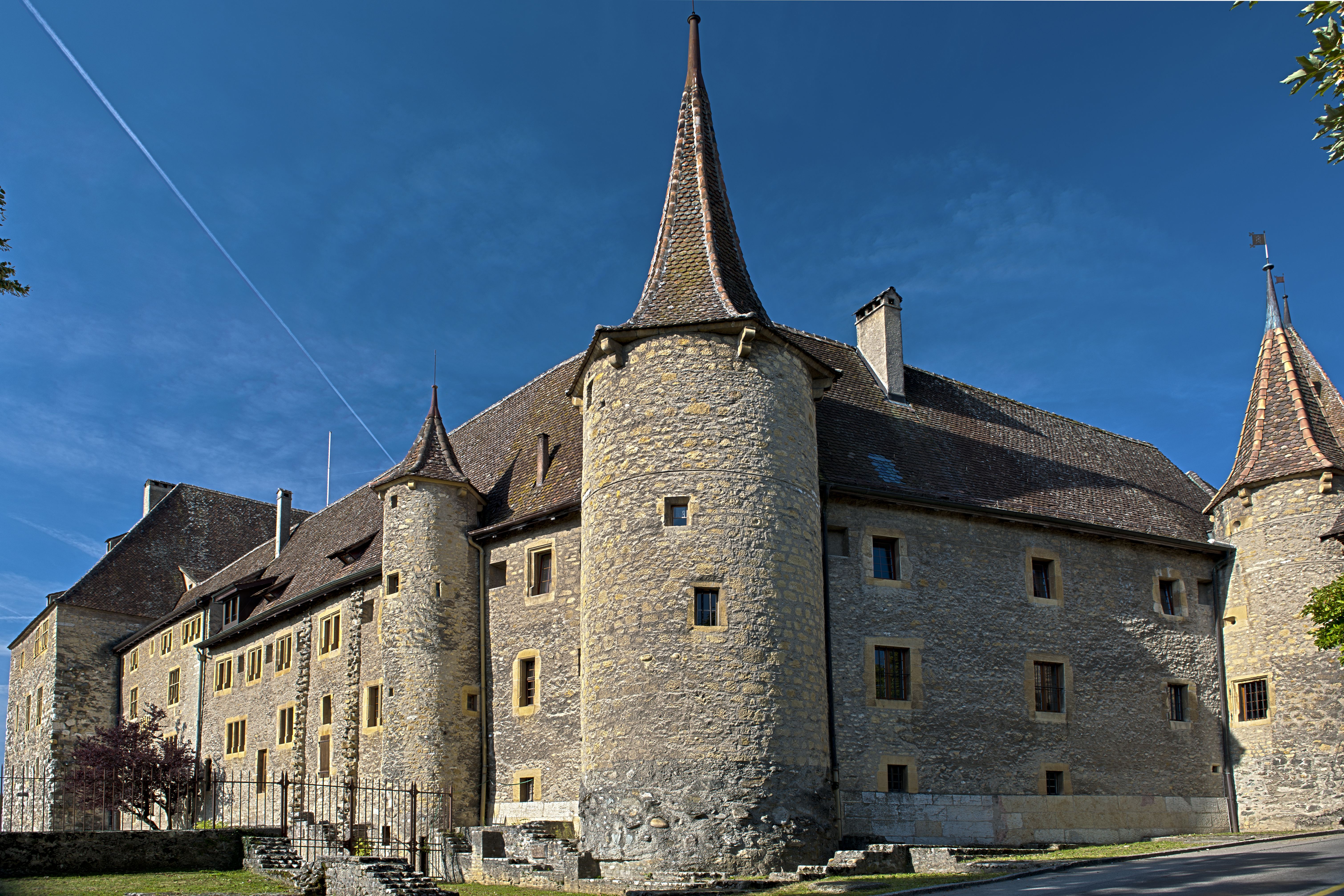
Façades est et nord.
La cour du château vue d'avion.
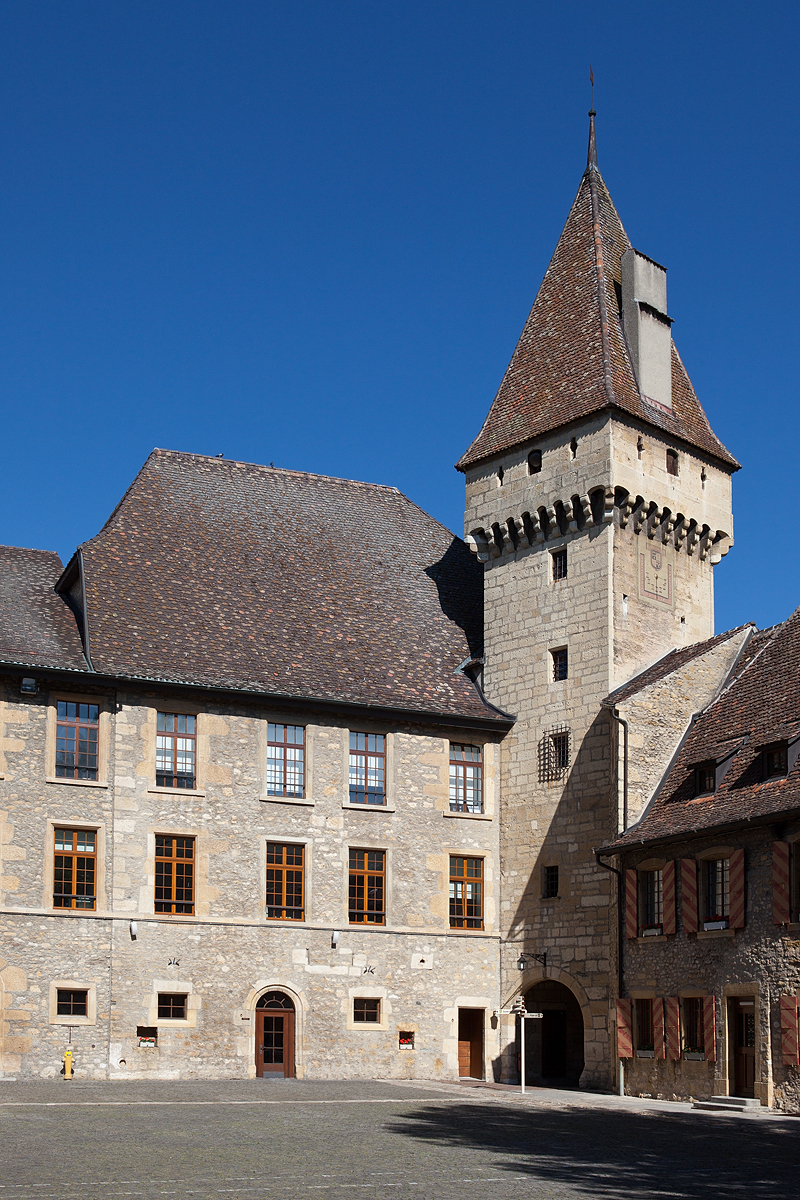
La tour d'honneur depuis la cour.
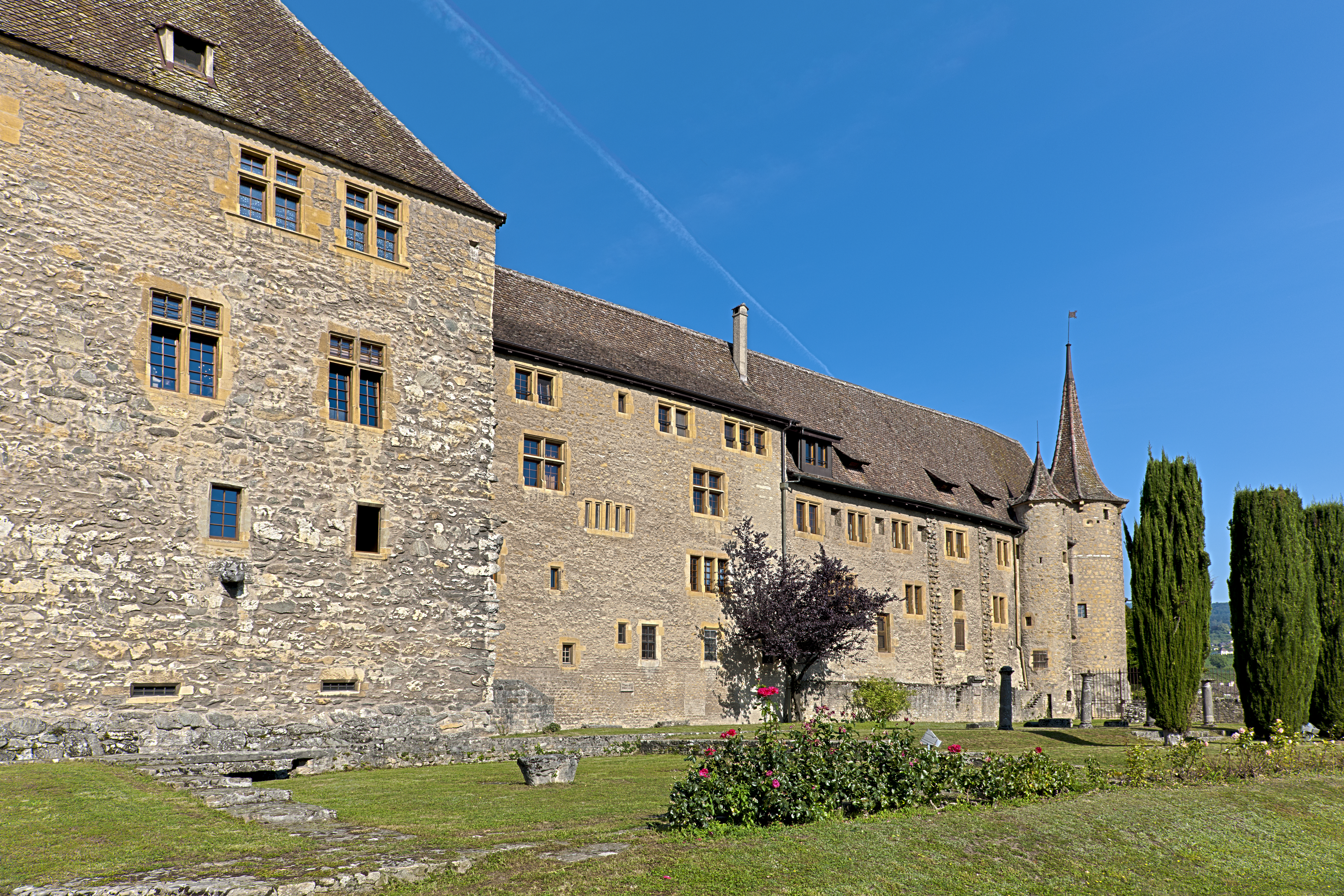
Façade est.
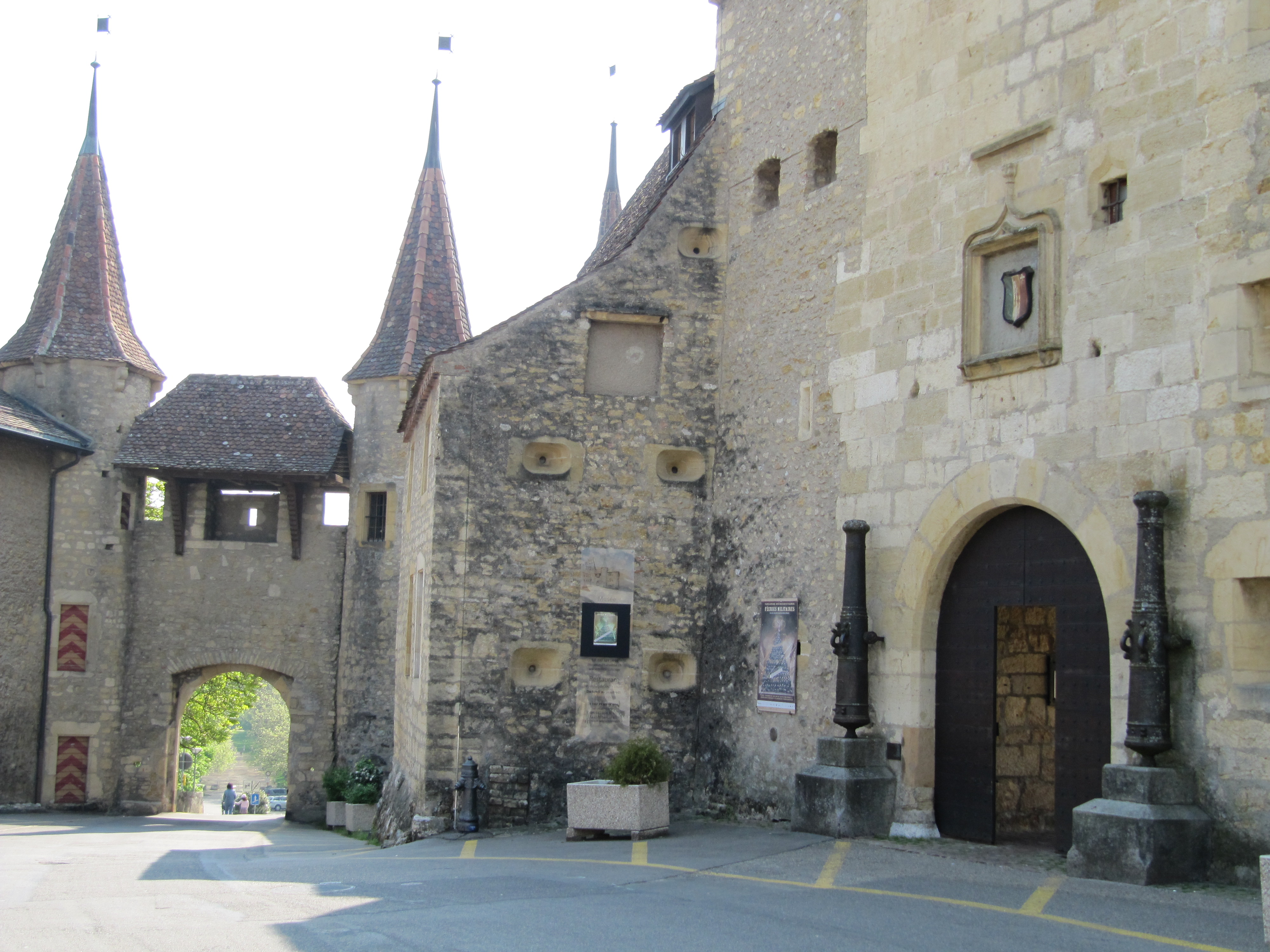
La porte des allées.
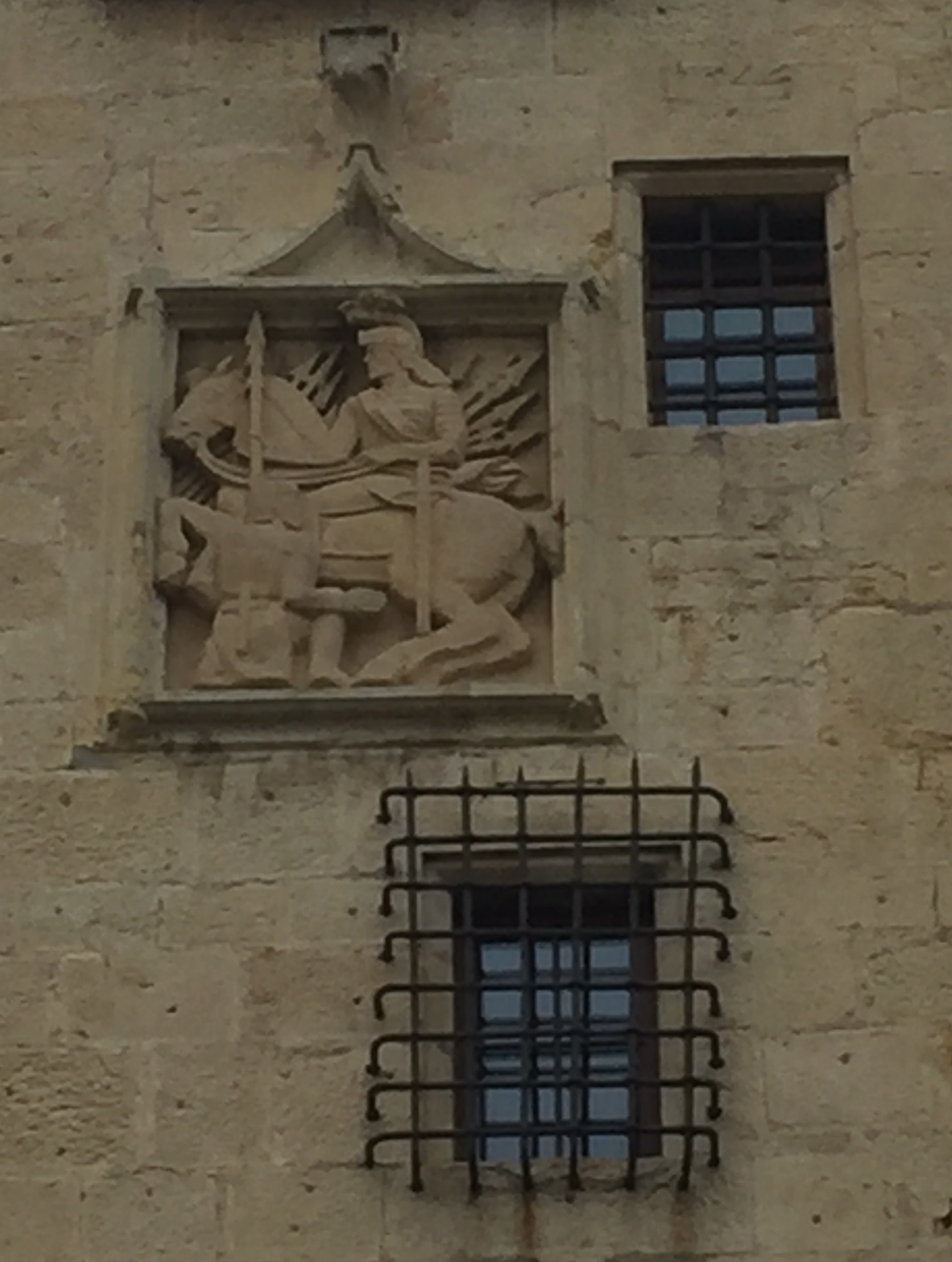
Le bas-relief de Paulo Röthlisberger (1953)
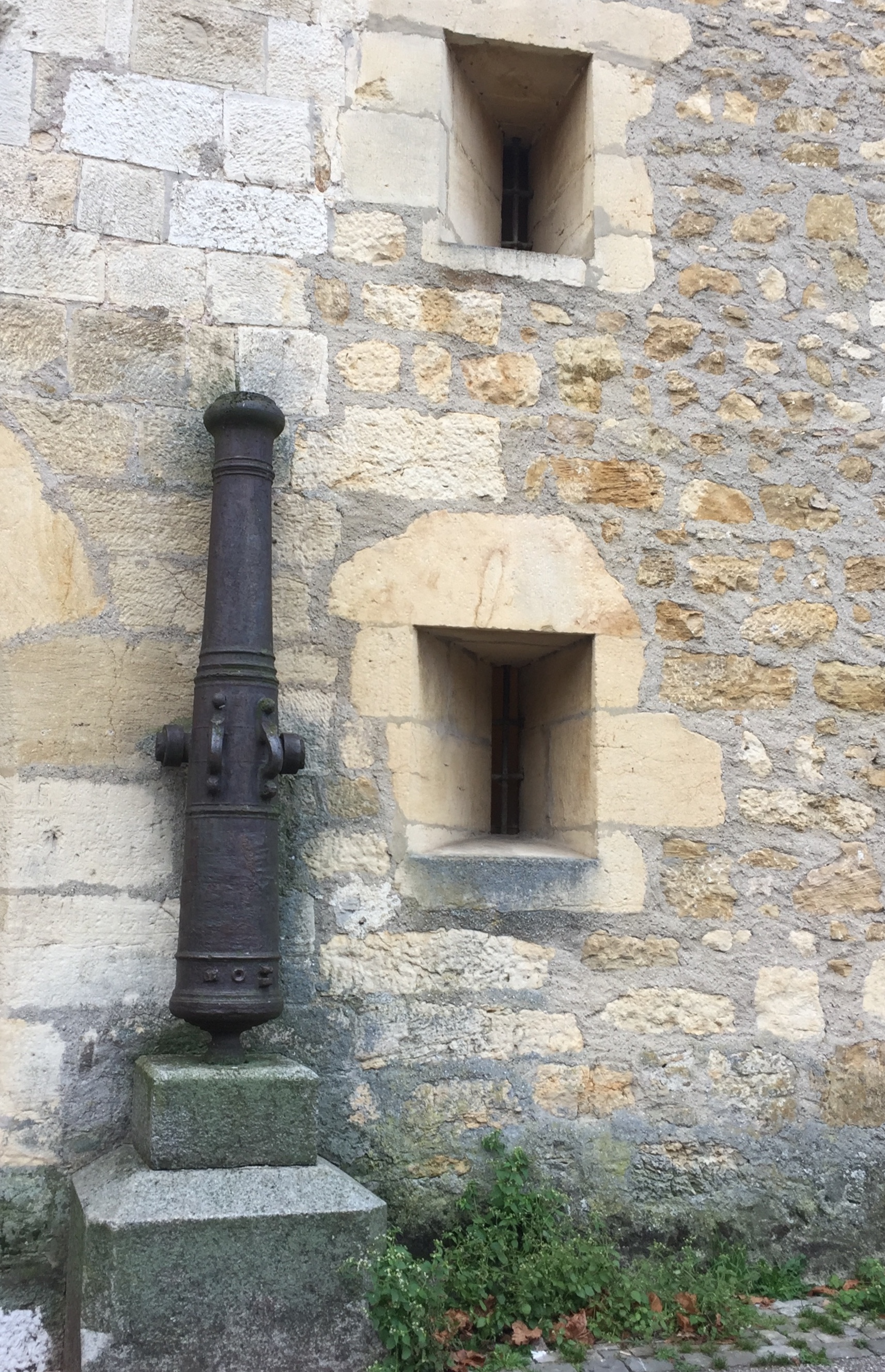
L'un des anciens canons genevois flanquant l'entrée

### Détails des peintures murales "Les origines de la Confédération" par Charles L'Eplattenier (1934-46)

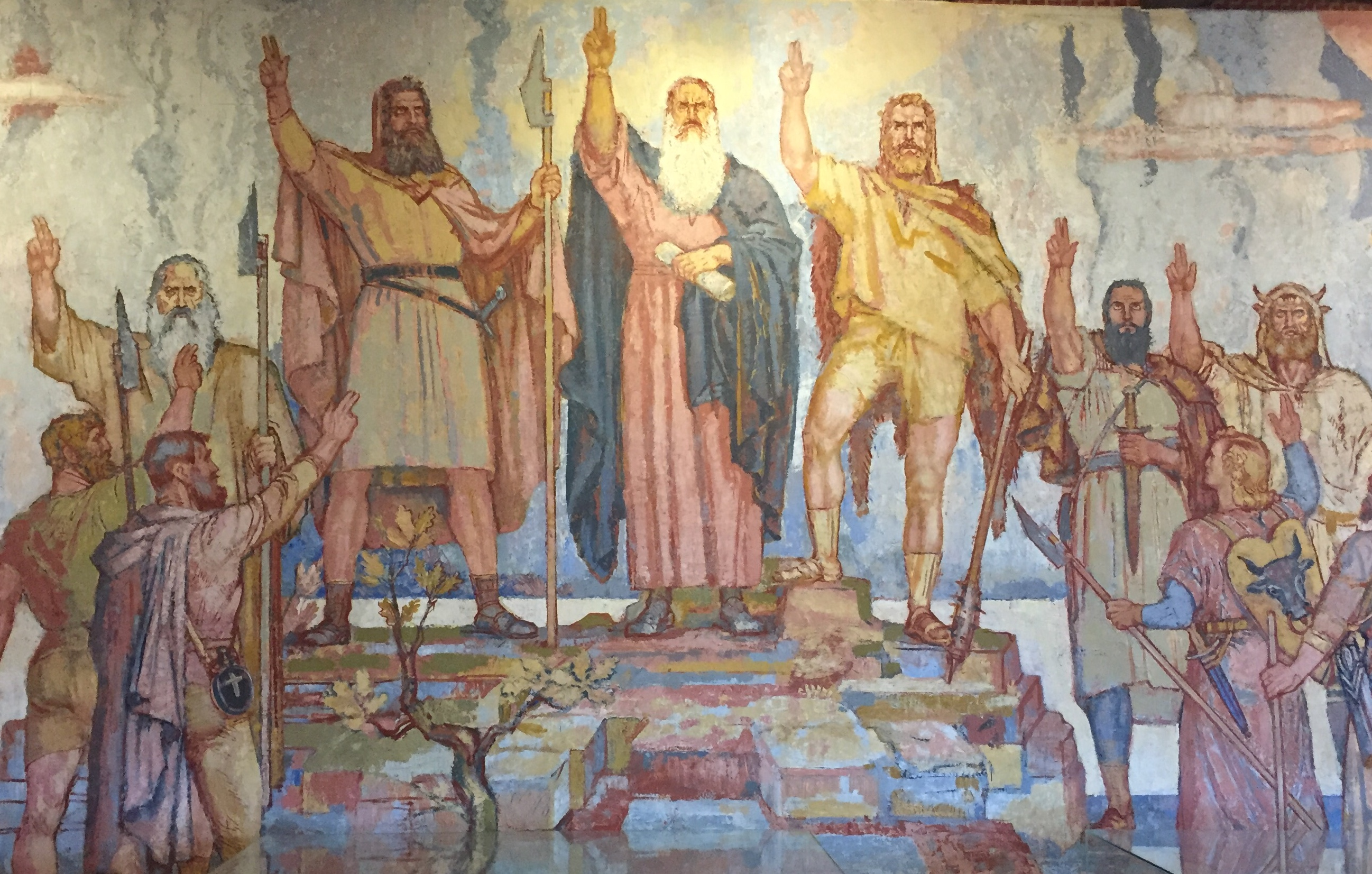
Le Serment des trois Suisses
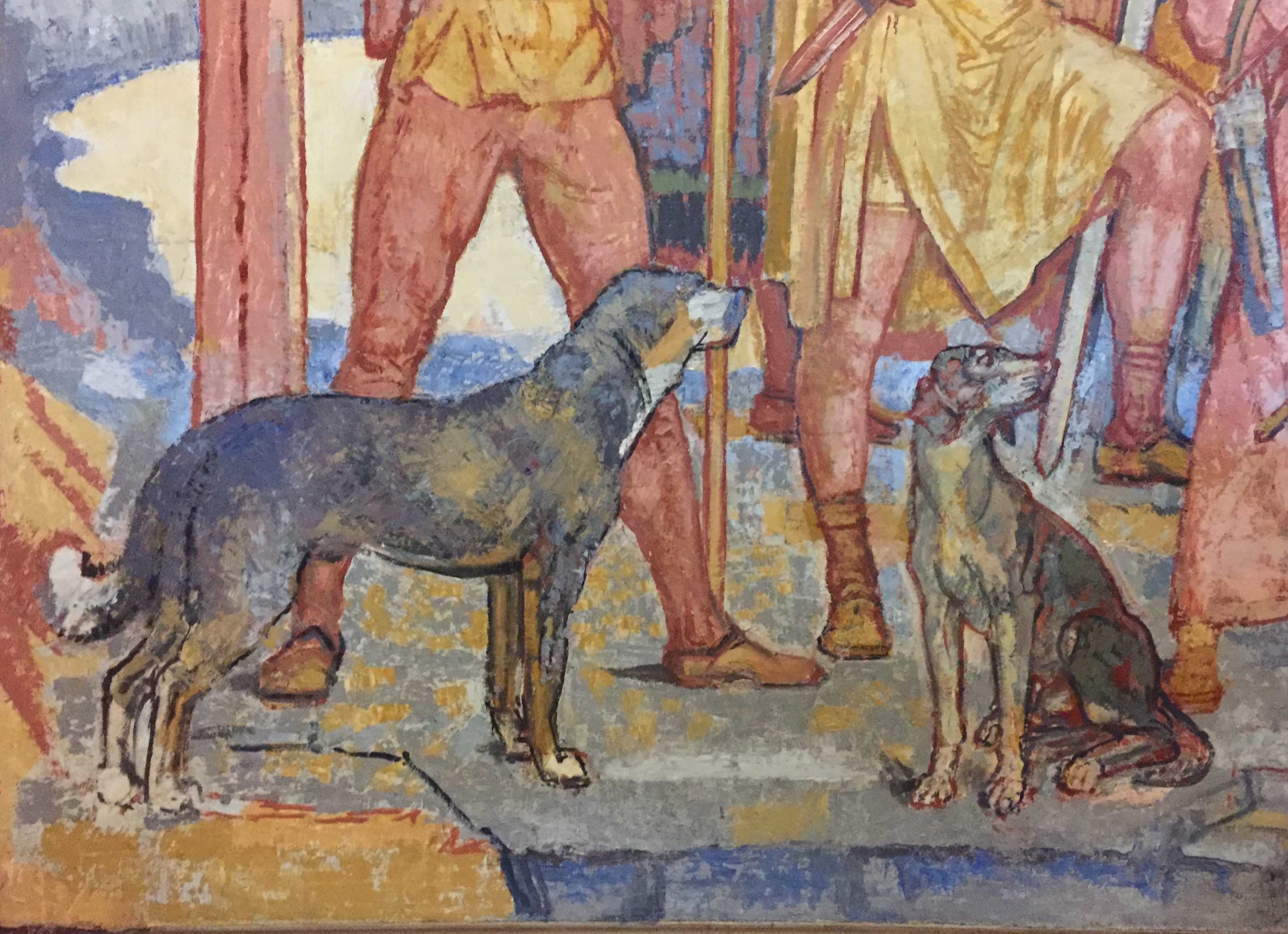
Détail du Serment des trois Suisses
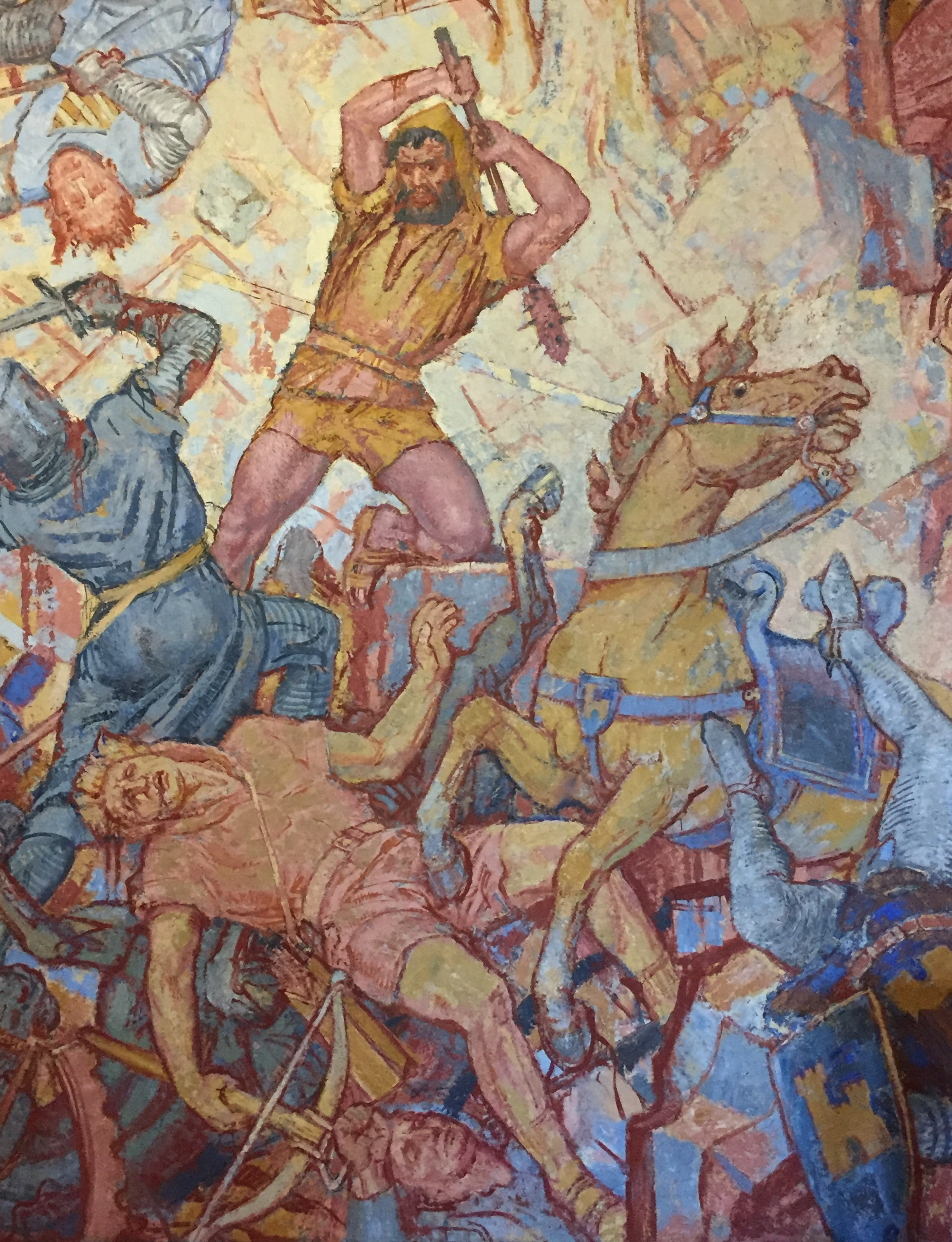
Détail de la bataille de Morgarten
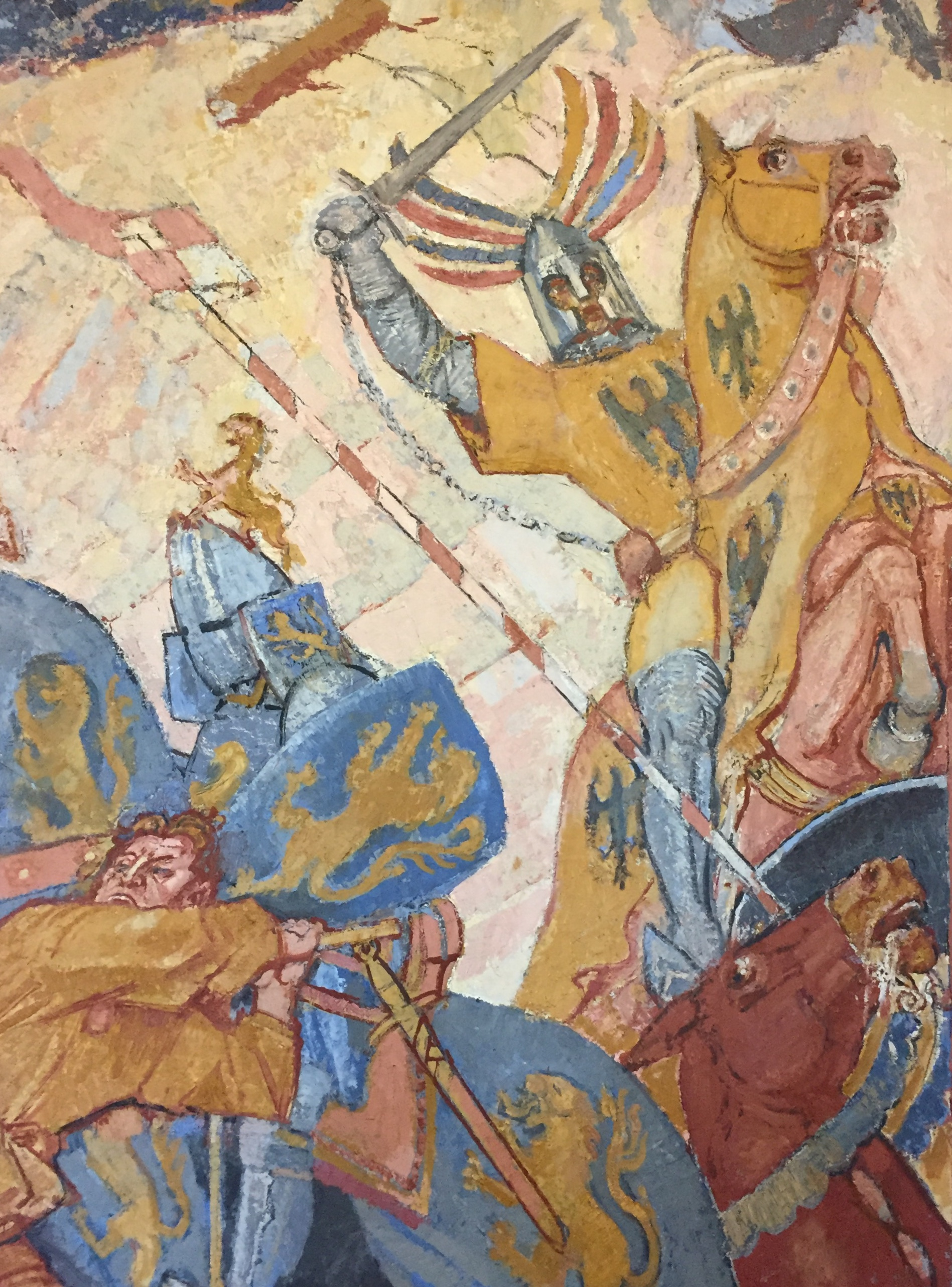
Détail de la bataille de Morgarten
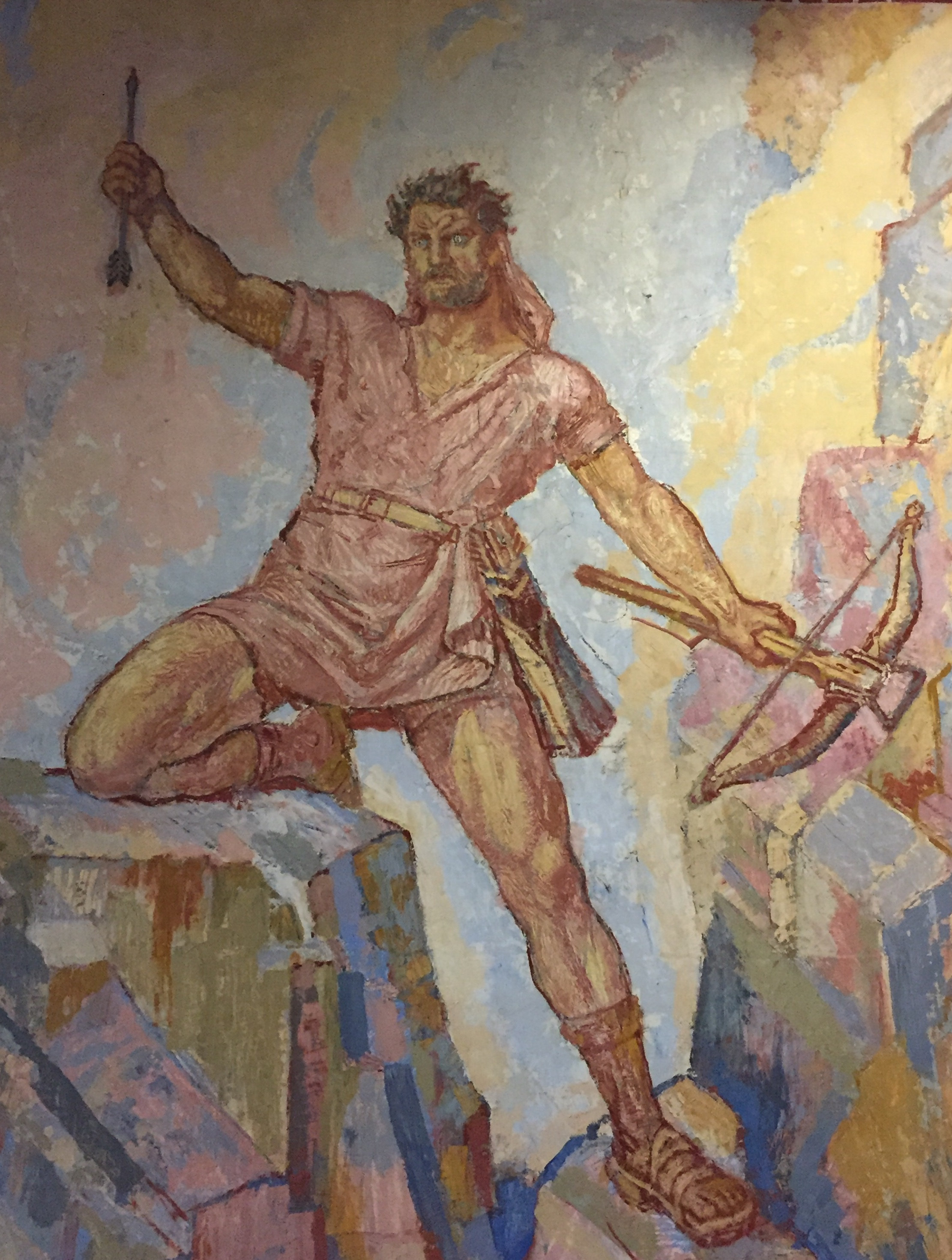
Guillaume Tell
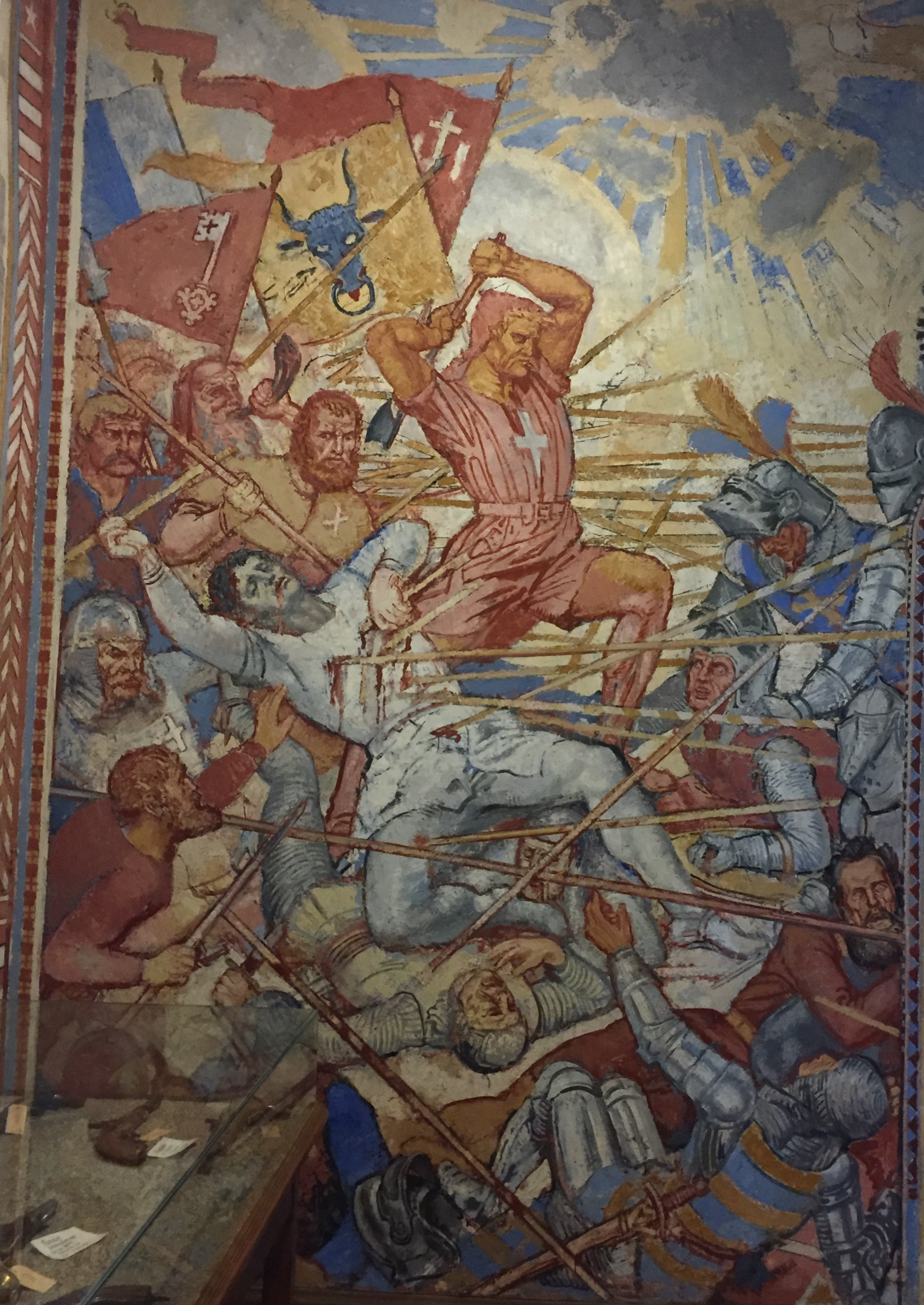
La bataille de Sempach
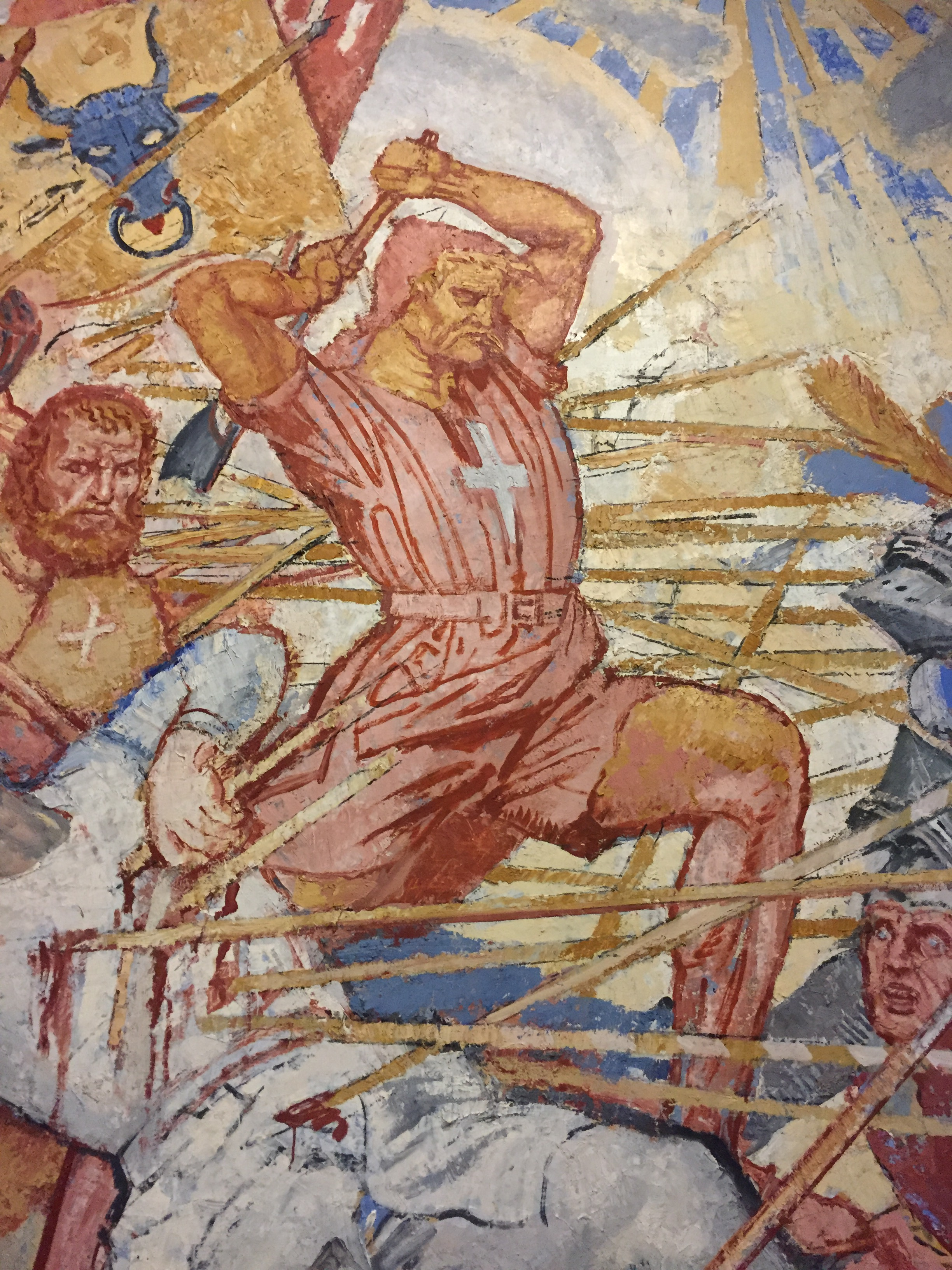
Winkelried à la bataille de Sempach
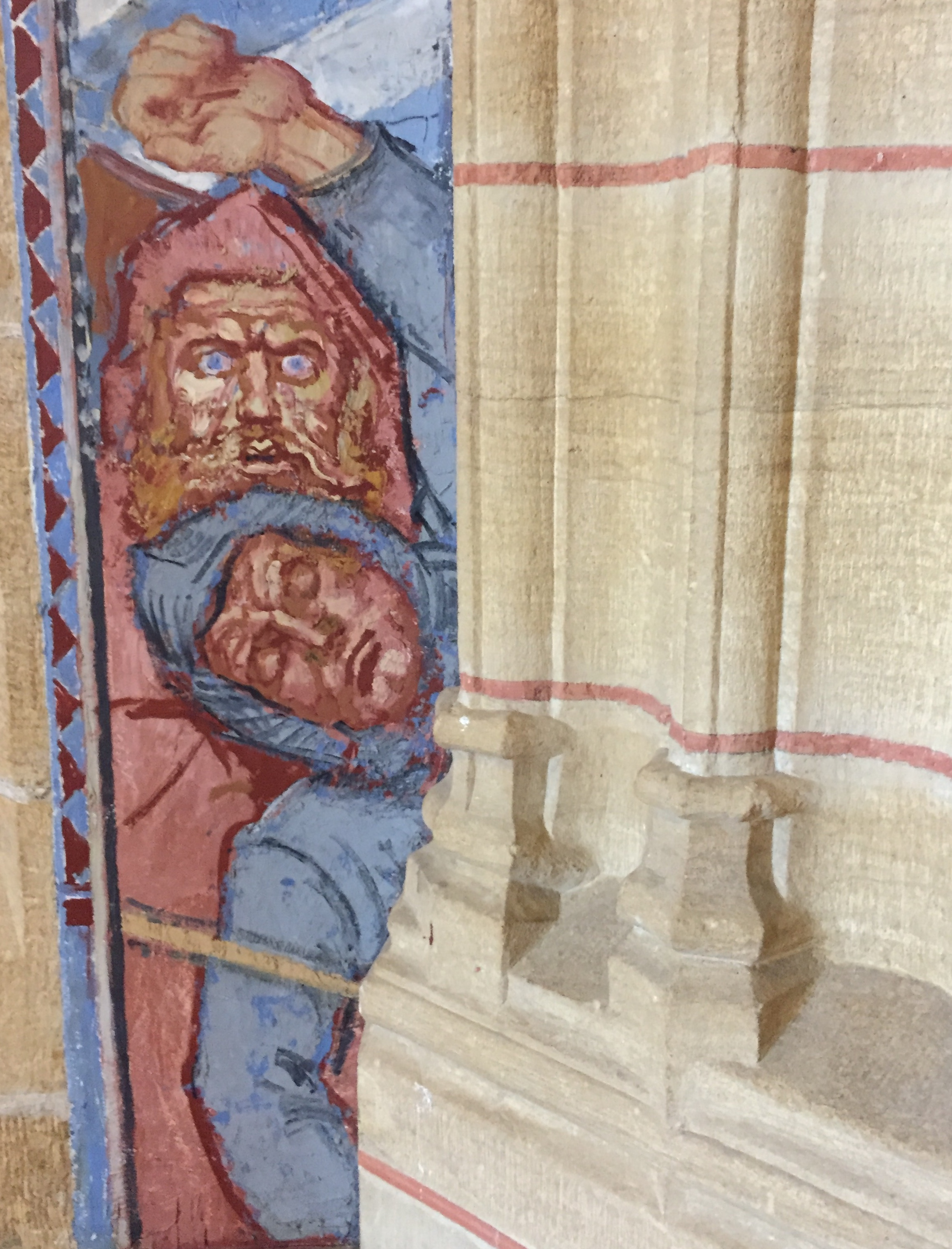
Détail de la bataille de Sempach
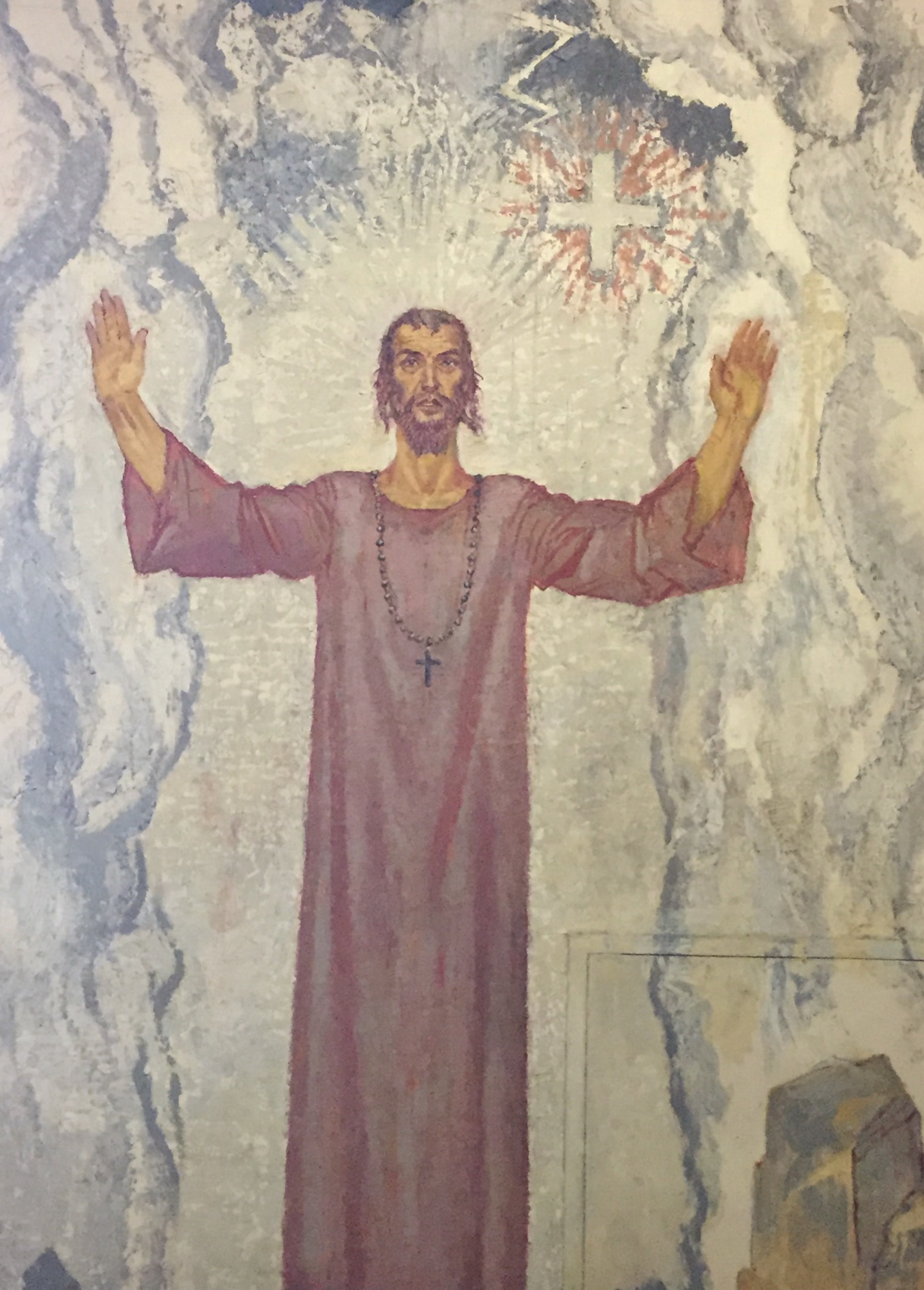
Nicolas de Flüe